# ان‌جی‌سی ۵۶۱۳
ان‌جی‌سی ۵۶۱۳ (انگلیسی: NGC 5613) نام یک کهکشان عدسی در صورت فلکی گاوران است.